# Pražské primátorky
Pražské primátorky jsou veslařský závod, který se jezdí v Praze na Vltavě pod záštitou primátora hlavního města. Jde o nejznámější událost svého druhu v České republice. Na rozdíl od většiny veslařských závodů se na Primátorkách jezdí pouze disciplíny osmiveslic a skifů. Závod je charakteristický zatáčkou před vyšehradskou skálou, kterou vymezují bójky. Dvoukilometrová trať standardní délky začíná někde u jižního cípu Veslařského ostrova na pomezí Podolí a Braníku, vede severním směrem po proudu řeky mezi Vyšehradem a Císařskou loukou pod vyšehradský železniční most, za nímž se nedaleko od Palackého mostu nachází cíl. Společně se silničním běžeckým závodem Běchovice-Praha jde o jednu z nejstarších a nejtradičnějších sportovních akcí pořádaných v Praze i v celé České republice (Československu).

## Historie závodu
Již v roce 1895 Josef Rössler-Ořovský založil Jarní skulérský závod, který byl s Primátorkami sloučen v roce 1933. První závod osmiveslic se jel v roce 1910. První dva ročníky vyhráli veslaři z veslařského klubu Slavia Praha. V té době ještě nesoutěžili o putovní trofej, tu získala až vítězná posádka 3. ročníku. Závod ženských osmiveslic se koná od roku 1934. Od roku 1995 se smějí Primátorek účastnit i skifaři, kteří se stali mistry republiky. Od roku 2000 se mohou závodu účastnit zahraniční veslaři.
V roce 1950 byl do programu nejprve jako doprovodný závod, od 1958 jako závod o Zlaté veslo, zařazen i závod osem juniorů.Od roku 1973 se jezdí také veteránské soutěže mužů, od roku 1996 také veteránské soutěže žen (v obou závodech obvykle startují bývalí závodníci a závodnice).
Od roku 1988 se potom konají i soutěže dorostenců (jezdí na trati dlouhé 1500 metrů). Závod nese název Cena Vltavy – Memoriál Jindřicha Gottwalda. Nejmladší soutěží je potom závod dorostenek.
Od roku 2011 se v pátek před závodním víkendem koná i souboj posádek čtyř pražských vysokých škol, závod Univerzitních osem.
Závod se nejede na zcela rovné (přímé) trati, kvůli vyšehradské skále, která trčí směrem do vltavského koryta, lodě musí na řece provést mírnou zatáčku, trať je zde vyznačena bójkami. Kvůli zatáčce jsou navíc start i cíl trochu šikmé.
V pořádání Primátorek se postupně střídají všechny pražské kluby, kromě Dukly Praha. Veslaři Dukly Praha v roce 2013 vyhráli závod osmiveslic mužů už po čtyřiatřicáté za sebou.

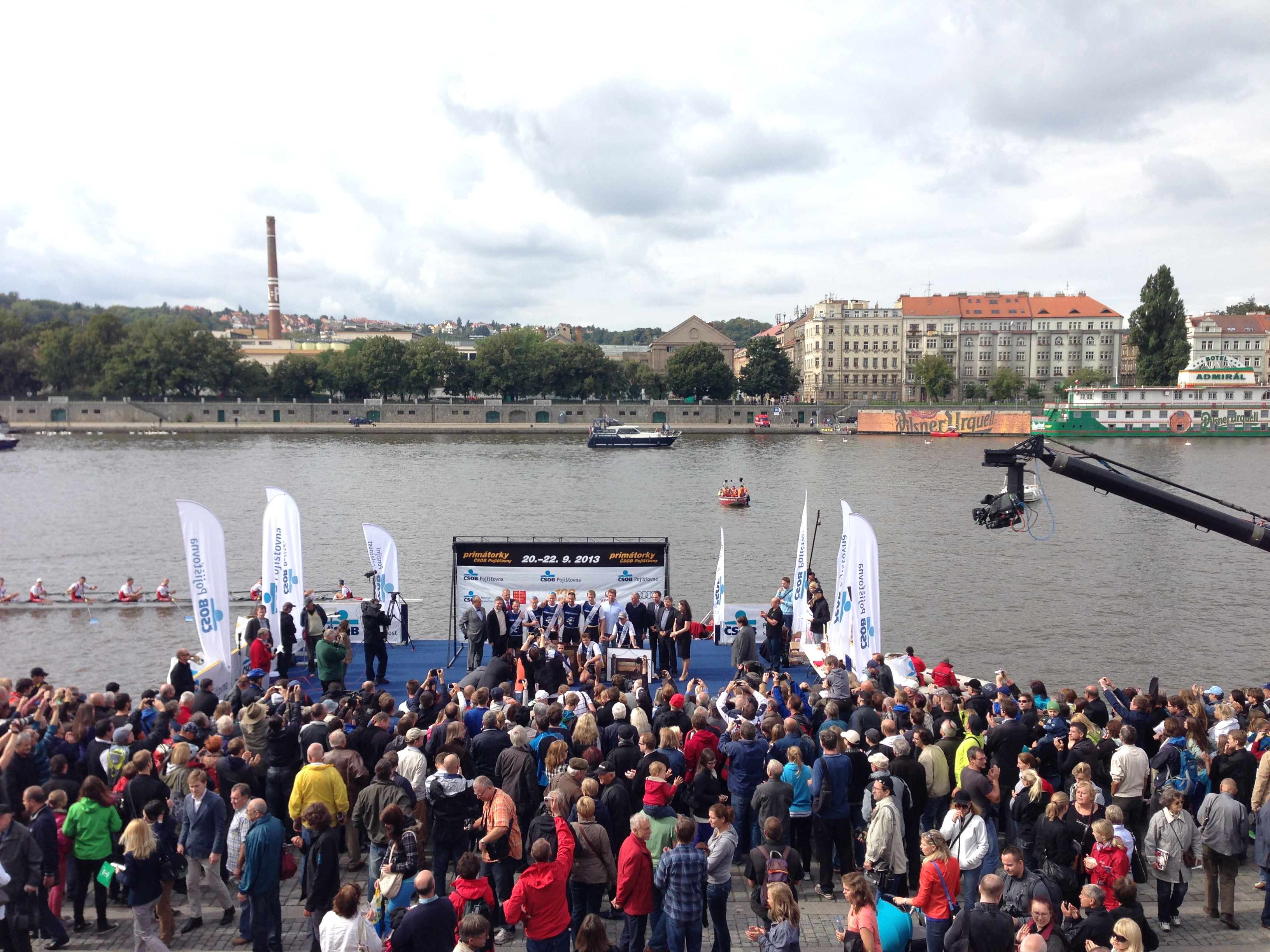
Vyhlášení vítězů Primátorských osmiveslic 2013 – loď Dukly Praha

Počátkem června 2014 se konal 101. ročník Primátorek ČSOB Pojišťovny. Hlavní závod opět vyhrála Dukla.

## Závody
Všechny závody se jezdí v Praze na Vltavě. Start juniorských a dospělých kategorií (na 2000 metrů dlouhé trati) je na začátku Veslařského ostrova. Cíl všech kategorií je potom na Výtoni mezi Železničním a Palackého mostem. Kromě hlavních závodů se v posledních letech jezdí i doprovodné závody – například historických lodí nebo žákovských posádek.

### Primátorské osmiveslice
Hlavní závod celého programu. Závod byl poprvé uspořádán roku 1910 a koná se od té doby každoročně s výjimkou válečných let 1914–1918. Postupem let se stal velmi prestižní událostí a vítězství je uznávaným a mezi veslaři velice ceněným úspěchem. Od roku 2000 je otevřen i pro zahraniční účastníky, kteří se stávají lákadlem pro sponzory a média. Od roku 1979 závod nevyhrála jiná posádka, než loď Dukly Praha.
Vítězná posádka závodu osmiveslic obdrží z rukou primátora hlavního města putovní cenu, tzv. Primátorský štít. Tepaný měděný štít, umělecky provedený Rudolfem Schortem, opatřil v roce 1909 podle návrhu architekta Františka Kavalíra František Kašpar. Na štítu je heslo „Silné mládeži – opoře vlasti“.

### Jarní skulérský závodRösslera-Ořovského
O vznik závodu se zasloužil Josef Rössler-Ořovský. Ten založil v roce 1895 Český Sculling Circle, tedy klub pro podporu skulování a v tom samém roce i Jarní skulérský závod, který měl být jedním ze způsobů, jak získat prostředky na zahraniční starty. V roce 1933, kdy byl závod termínově připojen k Primátorkám, byl také pojmenován po svém zakladateli Josefu Rösslerovi-Ořovském, který v lednu 1933 zemřel. V současné době se závodí již o třetí trofej. Původní cena byla vyzývací a vítěz obdržel zlatou sošku a zlatou medaili. První trofej stejně jako druhou získali do svého vlastnictví definitivně skifaři VK Slavia. Teprve třetí cena, kterou věnovala Ústřední jednota veslařů z Čech, se stala věčně putovní a o stříbrný pohár se závodí dodnes.
Až do roku 1994 se nesměli zúčastňovat závodníci, kteří získali titul mistra republiky ve skifařských disciplínách. Od ročníku 1995 však bylo toto omezení zrušeno a byla současně povolena i účast zahraničních skifařů.

### Ženské osmy
Závod ženských osem byl prvně odstartován 10. června 1934 a tři zúčastněné posádky (ŽVK Praha, VK Libeň, Sokol Smíchov II) absolvovaly vzdálenost 1200 metrů. Nyní se podle mezinárodních pravidel závodí na trati dlouhé 2000 m.
Původní putovní cenu – velkou plastiku akademického sochaře Ladislava Tomana – věnoval tehdejší trenér Ženského veslařského klubu Praha prof. Ing. Alois Houba. Soutěžilo se o ni až do konce 50. let, kdy byla při dopravě vážně poškozena a dalších dvacet let nebyla předávána. Obnovení plastiky zajistil v roce 1978 Spartak Praha 4 – ČVK a od tohoto roku opět putuje po vítězných posádkách. Medaile pro jednotlivé členky posádky věnuje Magistrát hl. města Prahy.

### Skif žen o Stuhu Podolí
Tento závod je ženskou obdobou Jarního skulérského závodu. Platilo pro něj od prvního ročníku až do roku 1994 stejné ustanovení jako pro skifaře. Startovat směly pouze ty veslařky, které nezískaly titul v kterékoliv párové disciplíně na domácím šampionátu. Zakladatelem se v roce 1959 stal oddíl ČVK Praha.
Do roku 1984 jezdily skifařky na trati 1000 m, po prodloužení dráhy žen Mezinárodní veslařskou federací se i tento závod přizpůsobil pravidlům a od roku 1985 se jezdí o Stuhu Podolí na trati dvou kilometrů. Tradice boje o Stuhu Podolí byla přerušena jen jednou a teprve nedávno. V roce 1992 se nejelo, neboť se přihlásila pouze jedna skifařka a závod pochopitelně odpadl.

### Osmy juniorů o Zlaté veslo
Jedná se o první závod pro mládež v rámci pořadu Primátorek. Jako vložený závod se osmy dorostenců jezdily neoficiálně již od r. 1950. Zlegalizován byl závod v roce 1958 pod názvem osmy dorostenců, kdy Praha 4 věnovala putovní cenu.
Nejprve se jezdilo na 1500m trati. V polovině 80. let se ale na základě změny pravidel Mezinárodní veslařské federace prodloužila trať pro ženy a juniory na 2000 m. V souvislosti s mezinárodním názvoslovím také došlo k přejmenování na závod juniorů.

### Osmy dorostenců o Cenu Vltavy – Memoriál Jindřicha Gottwalda
Závod je určen dorostencům ve věku 16 a 17 let a jezdí se na trati o délce 1500 m. Poprvé byl závod vypsán při příležitosti 75. Primátorek v roce 1988. V roce 1991 se stal závod také Memoriálem Jindřicha Gottwalda, dlouholetého předsedy ČVK Praha a významného činovníka československého veslování.
Autorkou putovní ceny, skleněné plastiky, je akademická malířka Gizela Šaboková.

### Osmy dorostenek
Je nejmladším závodem v programu Primátorek. Byl založen na podporu ženského veslování.

### Veteránské osmy mužů
Rozvoj veteránského veslování ve světě inspiroval v roce 1973 funkcionáře ČVK, aby při příležitosti jubilejního 60. ročníku Primátorských osmiveslic přidali do programu závod také pro starší veslaře. Závo¬dí se na typickou veteránskou vzdálenost jednoho kilometru. Řadu let se jezdilo jen v jediné kategorii. V 90. letech stoupl počet kategorií, někdy až na pět. V roce 1992 se jel závod veteránů poprvé jako mezinárodní.
Původně se jezdilo o putovní dřevěný štít. V roce 1993 věnoval osmám veteránů věčně putovní cenu Primátor hlavního města Prahy.

### Veteránské osmy žen
Závod veteránských osmiveslic žen se poprvé objevil v programu Primátorek v roce 1996 jako odnož od původně společného závodu veteránských osem. Oficiálně tedy závod založen nebyl, ale byl jak Českým veslařským svazem, tak i organizátory z SK Smíchov přirozeně přijat a i dalšími pořadateli je respektován.

### Univerzitní osmy
V roce 2011 byl do programu 98. Primátorek zařazen i závod čtyř pražských vysokých škol – Univerzity Karlovy, Českého vysokého učení technického, Vysoké školy ekonomické a České zemědělské univerzity. Organizátoři se inspirovali podobnými závody v cizině, z nichž nejznámější je The Boat Race, v němž soupeří univerzity z Cambridge a Oxfordu. Závodí se o putovní pohár, který v prvním ročníku vyhrála posádka ČVUT. Zajímavosti je účast osmiveslice Cambridge, kterou právě české univerzity porazily. Výjimkou je individuální výuka na katedře tělesné výchovy Matematicko-fyzikální fakulty University Karlovy, jejíž studenti se ale závodu nezúčastňují. Tento závod je velice zajímavý i tím jaké osobnosti startují a reprezentují svoji univerzitu. Ondřej Synek, Miroslava Knapková-Topinková, Milan Bruncvík a další reprezentanti ve veslování, kteří studují VŠ. Tímto byl splněn i smysl tohoto závodu, propojit známé tváře s konkrétní univerzitou a ukázat, že veslování je tradiční vysokoškolský sport. 

## Zajímavosti
- Od roku 2010 dostávají vítězové vybraných kategorií (ženský a mužský skif, veteráni a další) hodinky značky PRIM z limitované edice k Primátorkám. Tyto hodinky se po závodě vydraží a výtěžek jde na charitu, pro nadaci Leontinka. Ta využila tyto finanční prostředky (zatím asi 160 tisíc korun) na podporu handicapovaných veslařů a dalších sportovců.
- Jubilejní 100. ročník závodu, který se měl uskutečnit o víkendu 8. až 9. června 2013 byl nejprve zrušen v důsledku velké povodně na Vltavě, která od počátku června 2013 sužovala Českou republiku. Později byl tento jubilejní ročník uspořádán v náhradním termínu ve dnech 20. až 22. září 2013. Miroslava Knapková 22. září vyhrála závod skifařek, kromě toho o dva dny dříve dne 20. září 2013 závodila společně s muži na osmiveslici v závodě univerzitních osem.